# Слана Бара
Сла́на Ба́ра (болг. Слана бара) — село у Видинській області Болгарії. Входить до складу общини Видин.

## Населення
За даними перепису населення 2011 року у селі проживала 431 особа, з них 422 особи (99,8 %) — болгари.
Розподіл населення за віком у 2011 році:
Динаміка населення: